# Rambertino Buvalelli
Rambertino di Guido Buvalelli (1170 ou 1180 – septembre 1221), un juge bolonais, homme d'État, diplomate et poète, est le premier des podestats-troubadours de la Lombardie du XIIIe siècle. Il occupe tour à tour les fonctions de podestat de Brescia, Milan, Parme, Mantoue, Gênes et Vérone. Dix de ses poèmes occitans ont survécu, mais aucun avec une mélodie accompagnatrice. Il est généralement considéré comme le premier troubadour italien natif, bien que Cossezen (en) et Peire de la Caravana puissent le précéder. Sa réputation lui a valu une rue portant son nom dans sa ville natale : la Via Buvalelli Rambertino à Bologne.

## Carrière politique
Rambertino étudie le droit à l'Université de Bologne dans sa jeunesse et devient attaché à la cour des Este peu après. C'est là qu'il fait la connaissance de Béatrice d'Este, qu'il célèbre dans toutes ses chansons. Il est patronné par Azzo VI et entretient des liens étroits avec le parti guelfe en Italie. Il apparaît pour la première fois en tant que podestat de Brescia en 1201, lorsque les Annales Brixienses ("Annales de Brescia") enregistrent que receptus est Rembertinus potestas ("Rambertino a été reçu en tant que podestat"). Cette année-là, il conclut la paix avec Crémone, Bergame et Mantoue. En 1203, il est de nouveau à Bologne, servant en tant que procureur, son mandat à Brescia ayant pris fin. Les cinq années suivantes sont obscures, mais il est podestat de Milan en 1208. Il apparaît dans les documents milanais sous les noms de Lambertinus Bonarelus et Lambertinus de Bonarellis, mais il ne fait aucun doute parmi les historiens qu'il s'agit de références au troubadour.
En 1209, Rambertino est de retour à Bologne, où il est console di giustizia ("consul de justice"). En 1212, il est ambassadeur du cardinal-légat du pape Innocent IV, Gerardo da Sesso, bientôt évêque de Verceil, à Modène, mais en mai, il est de retour à Bologne. Buvalello est à nouveau procureur de Bologne en 1212, bien qu'il soit un mythe que Rambertino ait été impliqué dans un litige foncier impliquant Sambuca lors de la guérilla entre Pistoie et Bologne cette année-là. Il est podestat de Parme en 1213. Il reprend la fonction de consul à Bologne en 1214 et jure de maintenir la ligue entre Bologne et Reggio d'Emilie cette année-là. Rambertino est podestat à Mantoue entre 1215 et 1216, son mandat le plus long à ce jour. En 1217, il est élu à la podesteria de Modène, où il avait auparavant brièvement servi en tant qu'ambassadeur. En 1218, Rambertino est nommé à la podesteria de Gênes et y reste trois années consécutives jusqu'en 1220. C'est probablement au cours de ses trois années à Gênes qu'il introduit la poésie lyrique occitane dans la ville, qui devait plus tard développer une culture littéraire occitane florissante.
Rambertino se voit à nouveau offrir la podesteria de Modène en 1221 mais la refuse en raison d'une injonction papale de Honorius III. Cette même année, il est nommé podestat de Vérone, poste qu'il accepte, mais il décède en septembre. Son avis de décès se lit comme suit : MCCXXI. Hoc de mense septembris obit dominus Lambertus Buvalelli potestas Verone.

## Carrière de poète
Rambertino a probablement appris l'occitan en lisant des anthologies (chansonniers) plutôt qu'en côtoyant d'autres troubadours. Sa poésie, modeste en volume, est habile et le poète utilise des schémas de rimes difficiles et de l'allitération. La compétence technique de Rambertino est évidente et son langage est pur, sans italianismes. En tant que l'un des premiers troubadours italiens, il n'est peut-être pas surprenant qu'il se soit concentré sur le thème de l'amour courtois et n'ait écrit que des cansos. Il a eu des contacts avec d'autres troubadours, notamment Elias Cairel, à qui il demande à la fin de Toz m'era de chantar gequiz de transmettre le poème à Béatrice à la cour des Este. Et peut-être que c'est le traitement habile de l'amour par Rambertino qui a incité Peire Raimon de Tolosa à lui adresser son De fin'amor son tuit mei pessamen, décrit comme "l'une des plus belles descriptions du fin'amor jamais écrites".

## Travaux

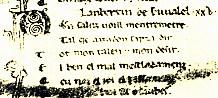
Le début de D'un saluz uoill m'entremetre de Rambertino, avec une lettrine D, et le nom de Rambertino (Lanbertin de Buualel) en haut.

Certains poèmes de Rambertino nous sont parvenus et sont répertoriés ci-dessous par ordre alphabétique :
- Al cor m'estai l'amorous desirers
- D'un salut me voill entremetre
- Er quant florisson li verger
- Eu sai la flor plus bella d'autra flor
- Ges de chantar nom voill gequir
- Mout chantera de ioi e voluntiers
- Pois vei quel temps s'aserena
- S'a mon Restaur pognes plazer
- Seigner, scel qi la putia
- Toz m'era de chantar gequiz